# Darmstadtium
Darmstadtium is een scheikundig element met symbool Ds en atoomnummer 110. Het is een overgangsmetaal.

## Ontdekking
Darmstadtium is voor het eerst geproduceerd op 9 november 1994 in het Gesellschaft für Schwerionenforschung (GSI) in Darmstadt, Duitsland onder leiding van Sigurd Hofmann. Door 208Pb-kernen te bombarderen met 62Ni-kernen ontstond er een fusiereactie waaruit enkele atomen met een atoomgetal van 110 en een massa van 269 ontstonden die na een fractie van een milliseconde weer uiteen vielen.
{\displaystyle {\ce {^{208}_{82}Pb + ^{62}_{28}Ni -> ^{269}_{110}Ds + ^1_0n}}}
In 2001 werd de ontdekking bevestigd door IUPAC en sinds 16 augustus 2003 wordt de naam darmstadtium officieel erkend. De naam is afgeleid van de plaats waar het element voor het eerst werd geproduceerd.

## Toepassingen
Er bestaan geen toepassingen van darmstadtium.

## Opmerkelijke eigenschappen
De levensduur van het element en het minuscule aantal atomen dat ooit is geproduceerd maakt het onmogelijk om serieus onderzoek te verrichten naar de eigenschappen van darmstadtium. Uit theoretische afleidingen kan met redelijke zekerheid bijvoorbeeld de elektronenconfiguratie worden voorspeld. Een andere eigenschap waarvan sterke vermoedens bestaan, maar welke niet kan worden aangetoond is dat de aggregatietoestand vermoedelijk vast is bij standaardtemperatuur en druk.

## Verschijning
Op aarde komt darmstadtium van nature niet voor. Op kunstmatige basis kunnen extreem kleine hoeveelheden worden geproduceerd.

## Isotopen
| Stabielste isotopen | Stabielste isotopen | Stabielste isotopen | Stabielste isotopen | Stabielste isotopen | Stabielste isotopen |
| Iso                 | RA (%)              | Halveringstijd      | VV                  | VE (MeV)            | VP                  |
| ------------------- | ------------------- | ------------------- | ------------------- | ------------------- | ------------------- |
| 269Ds               | syn                 | 0,27 ms             | α                   | ##                  | 265Hs               |
| 281Ds               | syn                 | 9,6 s               | α                   | ##                  |                     |
| 282Ds               | syn                 | 1,1 min             | α                   | ##                  |                     |

Er zijn meer dan tien radioactieve darmstadtium isotopen bekend met atoommassa's variërend van 267 tot en met 282 u. De halveringstijden bedragen enkele microseconden, zoals bij 267Ds, tot 1,1 minuut voor 282Ds.

## Toxicologie en veiligheid
Over de toxicologie van darmstadtium is niets bekend.